# A Panda piace

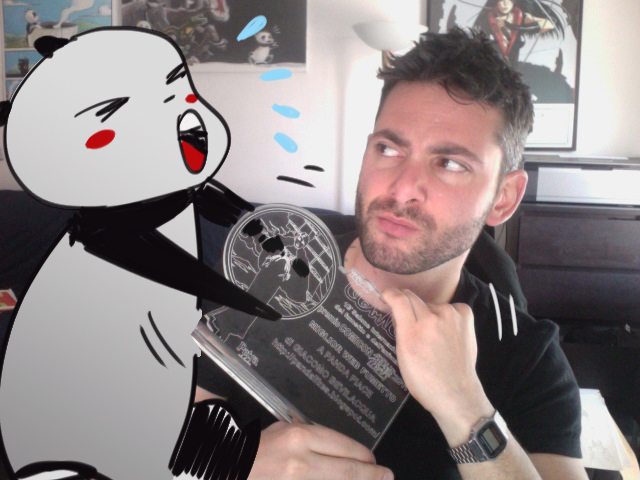
Panda e il suo autore Giacomo Bevilacqua, con in mano il Premio Attilio Micheluzzi.

A Panda piace è una serie di strisce a fumetti creata a partire dal 2008 da Giacomo Bevilacqua. La serie è nata e viene regolarmente pubblicata sul web; il grande successo informatico ha portato alla successiva pubblicazione di tre volumi cartacei a cura di Edizioni BD, nonché alla creazione di numerosi gadget. Le strisce sono poi state pubblicate anche da GP Publishing e Panini Comics.

## Struttura dell'opera
A Panda piace consiste di strisce a fumetti indipendenti in cui il protagonista, un panda che incarna vizi e virtù dell'uomo comune, affronta situazioni surreali a sfondo comico. Ogni banda si apre con la scritta 'A Panda piace', da cui deriva il titolo dell'opera.
A Panda piace è innanzitutto uno strip blog: la prima pubblicazione delle tavole avviene online, sul blog dell'autore, in genere settimanalmente. Ogni tavola consiste di tre strisce, talvolta legate da un filo conduttore, pur non avendo l'opera una trama di fondo. Le bande condivise su internet sono state finora raccolte in due volumi cartacei: A Panda piace e A Panda piace il bis.
Lo scopo di ogni striscia è la risata, anche se l'ironia assume diversi livelli, dai più espliciti e quasi infantili a quelli più ricercati. Sono presenti vari riferimenti ad opere di successo internazionale, sia fumettistiche che di altro genere (Spiderman, Il Signore degli Anelli, I Simpson, Mario Bros., ecc…). L'effetto comico è spesso raggiunto anche visivamente, attraverso disposizioni originali e deformazione delle strisce e delle tavole.

## Creazione e sviluppo
L'autore afferma di aver concepito l'idea del Panda nel maggio 2008 per un caso fortuito: un'amica in chat gli disse che il suo animale preferito era il panda, allo stesso tempo alla televisione sentì la battuta «Ad Amélie piace», dal celebre film Il favoloso mondo di Amélie. Dalla sovrapposizione mentale delle due cose scaturì "A Panda piace".
Giacomo iniziò a lavorare alle strisce il giorno stesso. Inizialmente intendeva limitarsi ad inviarle ad amici intimi per e-mail, senza rendere pubblico il contenuto. Tuttavia, il mese successivo, decise di creare il blog PandaLikes, dove pubblicare le avventure di Panda: il successo fu immediato.
Dopo aver visionato il contenuto del blog e capito le potenzialità dell'opera, la casa editrice Edizioni BD contattò Giacomo per discutere un'eventuale pubblicazione cartacea. Nell'aprile 2009 venne così pubblicato il primo volume, A Panda piace, di 111 pagine, contenente le vecchie bande, alcuni inediti e delle tavole a colori. Dato il successo del primo volume, ne venne pubblicato un secondo nel settembre 2010: A Panda piace il bis, di 110 pagine. Nel frattempo entrarono in commercio diversi gadget del Panda: magliette, spille, borse e oggettistica di vario tipo. Le due raccolte saranno poi riunite in un unico volume dal titolo A Panda piace essere raccolto nel 2011. La rete televisiva LA7, interessatasi al fenomeno del Panda, decise di affidare a Giacomo Bevilacqua il design delle strenne natalizie della rete per la stagione 2010-2011. Giacomo realizzò dieci soggetti animati del Panda riguardanti le feste natalizie, in onda dal 18 dicembre al 16 gennaio.
Nel 2012 viene pubblicata in edicola una miniserie di 4 numeri mensili di A Panda piace editi da GP Publishing. Nello stesso anno firma un contratto con le Edition Delcourt (Francia) che rilascerà, nell'estate del 2013, un primo volume di Panda Aime in lingua francese in Francia, Belgio, Svizzera e Canada. Nel 2013, per l'editore Panini Comics, esce Il primo grande libro di A Panda piace che tenta di ripresentare il personaggio ai nuovi lettori con una riproposta di strisce storiche, ma anche materiale inedito ed alcuni racconti brevi.
Nel maggio 2018 è pubblicato da Feltrinelli Comics un volume celebrativo per il decimo anniversario di Panda, A Panda piace. Questo libro qui, con vignette inedite e una riproposta aggiornata delle sue strisce più celebri.

## Speciali e spin-off
Dal dicembre 2013 al febbraio 2015 è pubblicata da Panini Comics la prima serie a fumetti dedicata ai personaggi delle strisce di A Panda piace, dal titolo A Panda piace l'avventura, miniserie composta da otto albi di 64 pagine, poi raccolta nel luglio 2016 in un unico volume dal titolo A Panda piace presenta: Ansia la mia migliore amica. A partire dal 2020 il volume viene ristampato da Feltrinelli.
Nel novembre 2014 esce inoltre il volume speciale A Panda piace fare i fumetti degli altri (e viceversa), che vede la collaborazione di numerosi autori del panorama fumettistico italiano, tra i quali Leo Ortolani, Gipi, Silver, Roberto Recchioni, Zerocalcare e Sio.
Nel maggio 2024 esce il volume A Panda piace... capirsi.

## Edizioni
- Giacomo Bevilacqua, A Panda piace, Milano, Edizioni BD, 2009, ISBN 978-88-6123-427-7.
- Giacomo Bevilacqua, A Panda piace il bis, Milano, Edizioni BD, ISBN 978-88-6123-803-9.
- Giacomo Bevilacqua, A Panda piace essere raccolto, Milano, Edizioni BD, 2011, ISBN 978-88-6123-887-9.
- Giacomo Bevilacqua, A Panda piace 1 ... mangiare la copertina..., Milano, GP Publishing 2012, ISBN 978-88-6468-891-6.
- Giacomo Bevilacqua, A Panda piace 2 ... le feste in maschera..., Milano, GP Publishing 2012, ISBN 978-88-6468-892-3.
- Giacomo Bevilacqua, A Panda piace 3 ... copiare quelli famosi..., Milano, GP Publishing 2012, ISBN 978-88-6468-893-0.
- Giacomo Bevilacqua, A Panda piace 4 ... scriversi il tittolo dasollo..., Milano, GP Publishing 2012, ISBN 978-88-6468-894-7.
- Giacomo Bevilacqua, Il primo grande libro di A Panda piace, Modena, Panini Comics 2013, ISBN 978-88-9121-410-2.
- Giacomo Bevilacqua, A Panda piace. Questo nuovo libro qui, in Feltrinelli Comics, Feltrinelli, 2018, ISBN 978-88-0755-003-4.